# Japanese Suite
Japanese Suite, op. 33, H.126 en el catàleg de Imogen Holst, és una suite orquestral composta per Gustav Holst l’any 1915. Tot i que hi ha referències a una possible primera interpretació l’any 1916 al Coliseum Theatre de Londres, la primera execució confirmada tingué lloc l’1 de setembre de 1919 a la Queen’s Hall de Londres, sota la direcció del mateix Holst, amb la New Queen’s Hall Orchestra.

## Història
El 1915, mentre treballava intensament en Els planetes, Holst va rebre un encàrrec que li canviaria temporalment el rumb creatiu. El ballarí i coreògraf japonès Michio Ito, establert a Londres després de passar per París, li demanà una música amb essència japonesa per a un espectacle que havia de presentar al Coliseum. Ito volia una partitura que evoqués ambients orientals.
Holst va respondre amb una suite en sis moviments coneguda com la Japanese Suite, on va experimentar amb melodies i atmosferes que evoquen el Japó, encara que a través d’un filtre personal i occidental. El Prelude, amb el seu caràcter evocador, obre el cicle amb un aire contemplatiu. Moviments com la Dance of the Marionette s’endinsen en un llenguatge més agitat i rítmic, amb passatges que recorden estèticament Petruixka de Stravinski. La suite culmina amb la Dance of the Wolves, una secció vibrant i rítmicament intensa. Tot i no ser una de les seves peces més conegudes, mostra el seu interès per cultures no occidentals i la seva capacitat per adaptar el seu estil a noves influències.
Va ser publicada el 1924 per l’editorial Boosey & Co., i està dedicada "To the Amanuensis", en referència a Vally Lasker, qui havia assistit Holst com a copista i ajudant.

## Estructura
La suite consta de sis moviments:
- Prelude. Song of the Fisherman
- I. Ceremonial Dance
- II. Dance of the Marionette
- Interlude – Song of the Fisherman
- III. Dance under the Cherry Tree
- Finale – Dance of the Wolves

La durada mitjana de la peça és d’uns 11 minuts. L’obra mostra l’interès de Holst per la música i la cultura japonesa, probablement influenciat pel context de la moda orientalista del moment, si bé la música és essencialment una recreació personal més que una representació autèntica de la música tradicional japonesa.